# 卡尔多尼奥
卡尔多尼奥（義大利語：Caldogno），是意大利威尼托大区维琴察省的一个市镇。总面积15平方公里，人口11263人，人口密度750.9人/平方公里（2009年）。国家统计（ISTAT）代码为024018。